# Nassima al-Sadah
Nassima al-Sadah (Al-Sada of Al Sasa) is een schrijfster en vooraanstaande sjiitisch mensenrechtenverdediger. Ze komt in het bijzonder op voor vrouwenrechten en de rechten van de sjiitische minderheid in de oostelijke provincie Ash-Sharqiyah in Saoedi-Arabië. Sadah stelde zichzelf kandidaat tijdens de gemeenteraadsverkiezingen in 2015, maar werd gediskwalificeerd. Ze werd samen met Samar Badawi, ook prominent mensenrechtenactiviste, gearresteerd op 30 juli 2018.  Al Sada zat sinds begin februari 2019 in de isoleercel in de al-Mabahithgevangenis in Dammam. Eind juni 2021 zijn Al Sada en Badawi vrijgelaten.

## Achtergrond
Volgens CPJ - Committee to Protect Journalists - schreef Sadah als columniste en commentator voor de Saoedische nieuwswebsite Juhaina over vrouwenrechten. Vooral over het recht op politieke participatie van vrouwen en de VN-campagne om een einde te maken aan geweld tegen vrouwen.  Sadah voerde samen met andere vrouwenrechtenactivisten - onder hen Loujain al-Hathloul, Aziza Youssef en Iman al-Nafjan - voor de afschaffing van het mannelijke voogdijschap en pleitte er mede voor dat vrouwen in het land het recht kregen om met de auto te rijden. Vrouwen hebben in Saoedi-Arabië nog steeds toestemming van hun mannelijke voogd, meestal een mannelijk familielid, nodig om belangrijke beslissingen te maken.